# Гомзяков, Степан Петрович
Степа́н Петро́вич Гомзяко́в — русский мореплаватель.
Прибыл на Аляску в 1815 году, по всей видимости, из Тамбовской губернии. Степан Гомзяков, который прибыл на Аляску в 1815 году, был управляющим островом Унга, он участвовал в деятельности Российско-Американской компании и был женат на алеутской девушке. Имя Гомзяковых вошло в энциклопедию «Русская Америка», вышедшую в начале XX века на Аляске. Управлял делами компании на Шумагинских островах.

## Потомки
- Гомзяков, Павел Иванович (1867—1922) — морской врач, первый поэт Владивостока, переводчик.
- Харатьян, Дмитрий Вадимович (р. 1960) — российский актёр и телеведущий.
- Тизенко, Светлана Олеговна — депутат Красногорского совета народных депутатов.
- Гомзяков Иван Степанович (1834—1923), священник отец Иона.